# جان لویس (داور)
جان لویس (انگلیسی: John Lewis؛ ۳۰ مارس ۱۸۵۵ – ۱۳ ژانویه ۱۹۲۶) داور فوتبال اهل بریتانیا بود.

## داوری‌های مهم
- فوتبال بازی‌های المپیک تابستانی ۱۹۰۸
- فوتبال بازی‌های المپیک تابستانی ۱۹۲۰
- فینال جام حذفی فوتبال انگلستان ۱۸۹۵
- فینال جام حذفی فوتبال انگلستان ۱۸۹۷
- فینال جام حذفی فوتبال انگلستان ۱۸۹۸